# Білецький Іван Омелькович
Білецький Іван Омелькович (*1898 — † 22 листопада 1921, містечко Базар, Базарська волость, Овруцький повіт, Волинська губернія) — вояк Армії УНР.

## Життєпис
Народився у селі Русалівка Уманського повіту Київської губернії (тепер Манківського району Черкаської області).
Початкову освіту здобув у місцевій сільській школі. 
З 1919 в Армії УНР.
Після відходу на територію Польщі інтернований у таборі міста Олександрів-Куявський. 
Під час Другого Зимового походу — козак гарматної команди 4-ї Київської дивізії.
Потрапив у полон під час бою під Малими Міньками.
Розстріляний більшовиками 22 листопада 1921.
Реабілітований 27 квітня 1998.

## Вшанування пам'яті
- Його ім'я вибите серед інших на Меморіалі Героїв Базару.
- 20 листопада 2010 у місті Богуслав Київської області урочисто відкрито пам'ятний знак, присвячений двом воїнам Армії УНР: Білецькому Івану Омельковичу та Бондаренку Оверку Ісаковичу, які під час Другого зимового походу були страчені під Базаром у листопаді 1921 року.